# Sclerocrangon
Genre
Sclerocrangon est un genre de crustacés qui regroupe différentes espèces de crevettes.

## Liste des espèces
Selon World Register of Marine Species (8 mai 2022) :
- Sclerocrangon atrox Faxon, 1893
- Sclerocrangon boreas (Phipps, 1774)
- Sclerocrangon derjugini Kobjakova, S.I., 1937
- Sclerocrangon ferox (Sars, 1877)
- Sclerocrangon igarashii Komai & Amaoka, 1991
- Sclerocrangon rex Komai & Matsuzaki, 2016
- Sclerocrangon salebrosa (Owen, 1839)
- Sclerocrangon unidentata Komai & Takeda, 1989
- Sclerocrangon zenkevitchi Birstein & Vinogradov, 1953